# Carlos Decotelli
Carlos Alberto Decotelli da Silva, né à Rio de Janeiro le 24 août 1949, est un économiste, professeur et homme politique brésilien. 

## Biographie
Carlos Decotelli est officier de réserve de la Marine.
Diplômé en sciences économiques de l'Université d'État de Rio de Janeiro (UERJ), il entre en 1981 à la Fédération nationale des banques, une entité regroupant des représentants des syndicats du secteur bancaire. À partir de 1986, il est consultant financier et professeur d'économie dans différentes écoles.

### Controverses
Plusieurs éléments de son curriculum vitae ont été remis en question : le mémoire de maîtrise qu'il a défendu à la Fondation Getulio Vargas (FGV) en 2008 contiendrait une part importante de plagiat d'un rapport de la Commission des valeurs mobilières et d'autres travaux antérieurs ; le doctorat en Administration qu'il déclare avoir obtenu de l'Université nationale de Rosario (Argentine) n'a en réalité jamais été finalisé ; l'existence d'un post-doctorat allégué en Allemagne entre 2015 et 2017 a été démentie par l'université de Wuppertal.

### Engagement politique
Impliqué dans l'équipe de campagne et de transition de Jair Bolsonaro, il est nommé président du Fonds national de développement de l'éducation (FNDE) en février 2019, poste dont il est écarté en août de la même année en raison d'absences répétées et d'irrégularités financières.
Le 25 juin 2020, il est nommé ministre de l'Éducation, en remplacement d'Abraham Weintraub. Le 30 juin 2020, avant même sa prise de fonctions, il présente sa démission en raison des polémiques concernant son curriculum vitae.